# Silberbaumartige
Die Silberbaumartigen (Proteales) sind eine Ordnung der Bedecktsamigen Pflanzen (Magnoliopsida).

## Merkmale
Die Vertreter der Proteales sind sehr unterschiedlich. Gemeinsam sind ihnen Samen mit wenig oder gar keinem Endosperm. Die Samenanlagen sind oft atrop. Das Gynoeceum ist nicht verwachsen (chorikarp). Die Staubblätter zeigen eine auffällige apikale Verlängerung des Konnektivs. Die Blüten sind oft zweizählig.

## Systematik
Die Proteales stehen innerhalb der Bedecktsamer in der Gruppe der Eudikotyledonen ziemlich basal. Die Zusammengehörigkeit der drei enthaltenen Familien wurde erst durch molekulargenetische Untersuchungen erkannt, da sie wenige gemeinsame Merkmale besitzen. In dem älteren Pflanzensystem von Arthur Cronquist gehörten zu den Silberbaumartigen die beiden Familien Silberbaumgewächse (Proteaceae) und Ölweidengewächse (Elaeagnaceae).
Zur Ordnung der Silberbaumartigen gehörten lange Zeit nur drei Familien mit zusammen 82 Gattungen und 1610 Arten:
- Silberbaumgewächse (Proteaceae Juss.): Die Familie wird in fünf Unterfamilien gegliedert mit etwa 80 Gattungen und etwa 1600 Arten. Es sind Bäume oder Sträucher.
- Lotosgewächse (Nelumbonaceae A.Rich. nom. cons.): Sie enthält nur eine Gattung:
  - Lotos (Nelumbo): Es gibt nur ein oder zwei Arten im Süßwasser wachsender krautiger Pflanzen.
- Platanengewächse (Platanaceae T.Lestib.): Sie enthält nur eine Gattung:
  - Platanen (Platanus): Sie enthält etwa zehn Baum-Arten.

Nach kontroversen Diskussionen gehört seit 2018 sicher dazu:
- Sabiaceae Blume: Sie enthält nur drei Gattungen mit 80 bis 160 Arten.